# I Want Candy (sång)
I Want Candy är en sång, ursprungligen skriven och inspelad av gruppen The Strangeloves 1965, och den hamnade som bäst på elfte plats på singellistan i USA. Den har även spelats in som cover av bland andra Bow Wow Wow 1982, Aaron Carter år 2000 och av den brittiska popsångerskan Melanie Chisholm 2007. Poppunkbandet Good Charlotte har även gjort en cover på denna sång.